# 城ヶ島灯台
城ヶ島灯台（じょうがしまとうだい）とは、神奈川県南東部、三浦半島南端沖に浮かぶ城ヶ島西端の長津呂崎にある灯台。標高約 30 m の崖上に建ち、相模灘を照らす。周辺は太平洋を望む景勝地で、海岸の磯は観光客で賑う。日本で5番目に点灯した西洋式灯台で、現在の灯台は2代目のもの。

## 概要
城ヶ島には江戸時代より烽火（のろし）台が設置され、灯台としての役割を果たしていた。幕末を迎え鎖国が解かれると浦賀水道の出入路に近いことから西洋式灯台の建設地に選ばれ、明治3年に初点灯。その後関東地震で倒壊するが再建され、白色円筒形の現在の姿となった。
過去には灯台博物館も設置されていたが、昭和40年代に廃館となった。普段は内部に入ることはできないが、イベント開催時など、稀に内部公開されることがある。付近一帯は城ヶ島灯台公園として整備されている。
2001年発表された、トロと休日のロケ地として知られている。

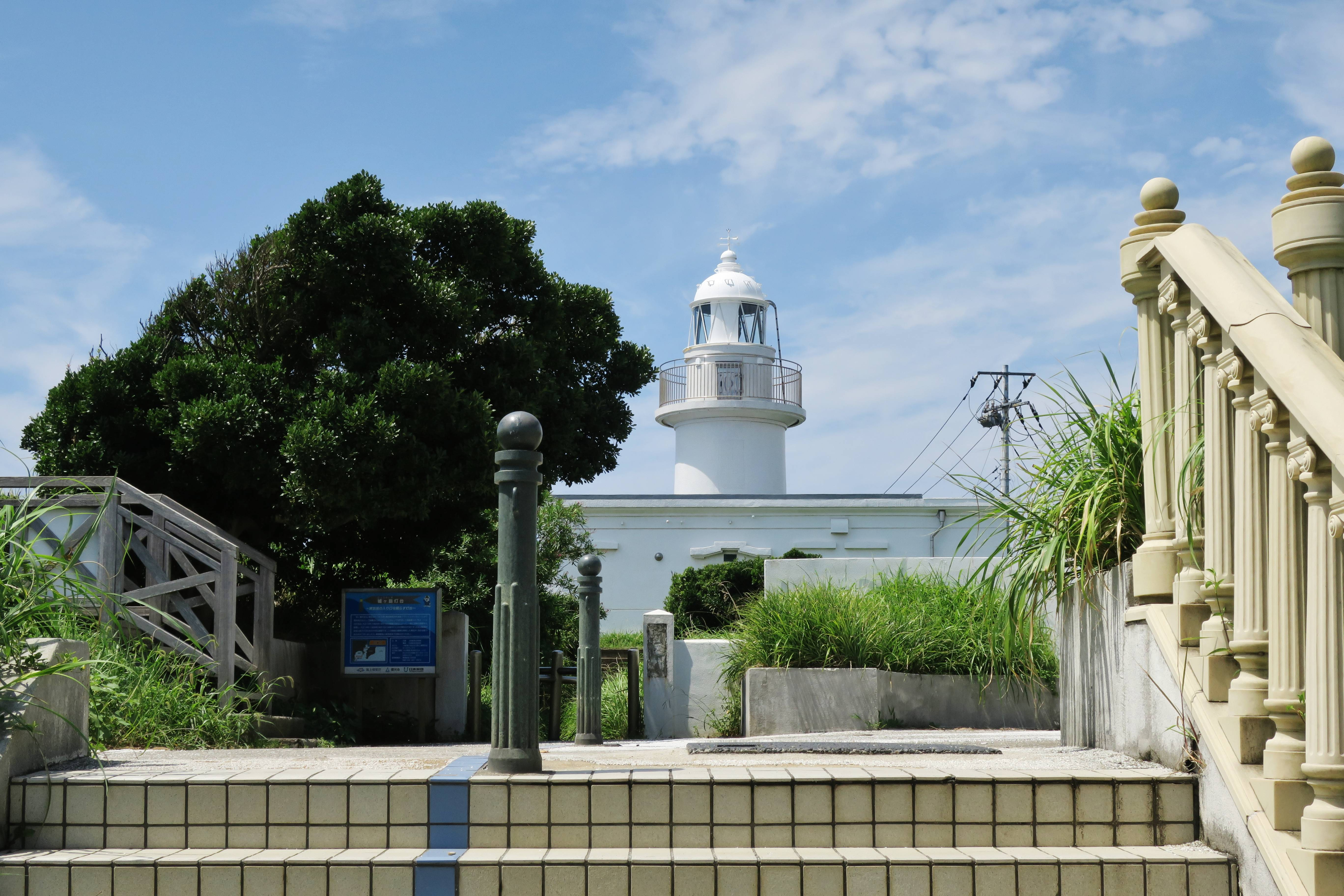
敷地出入口
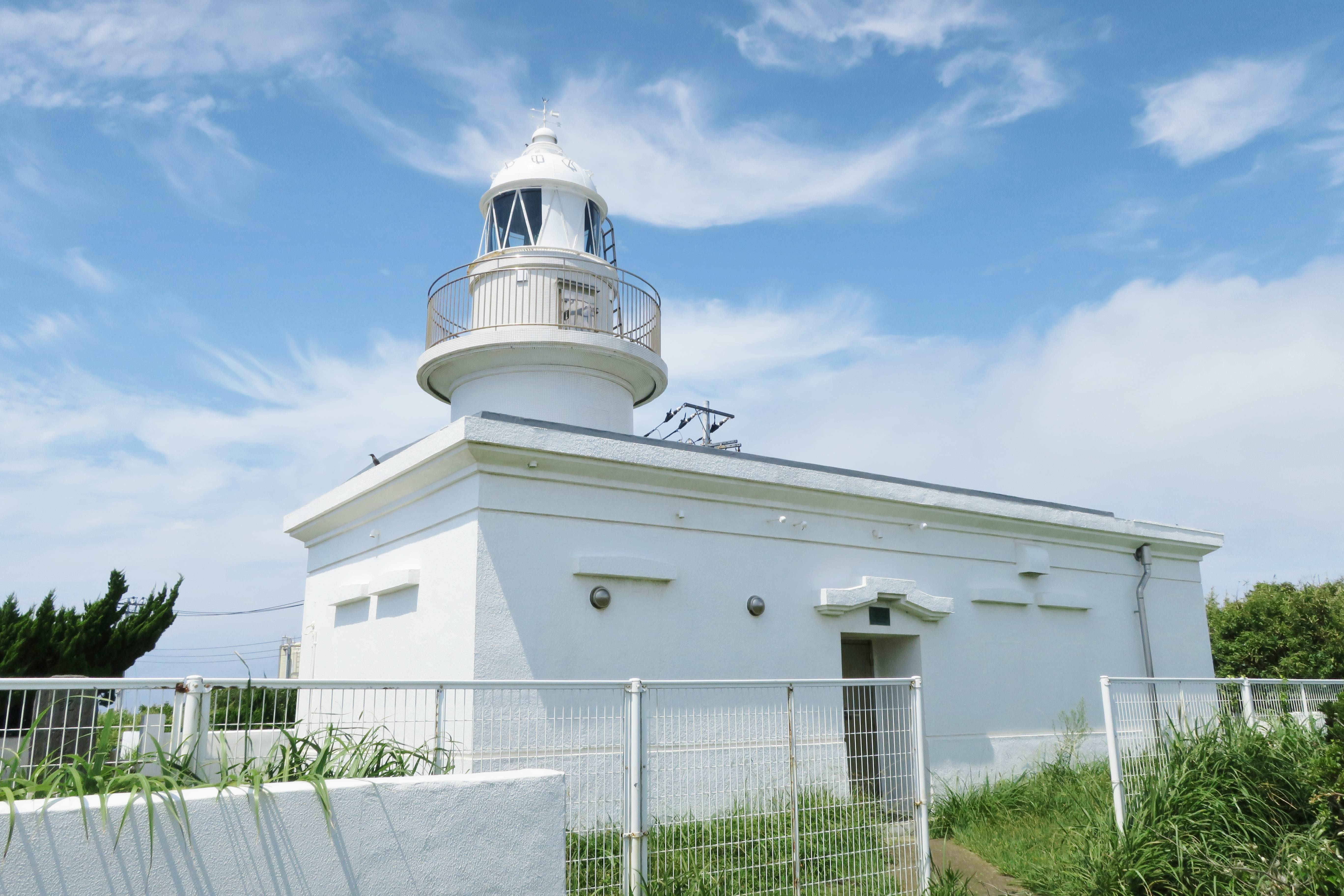
灯台出入口
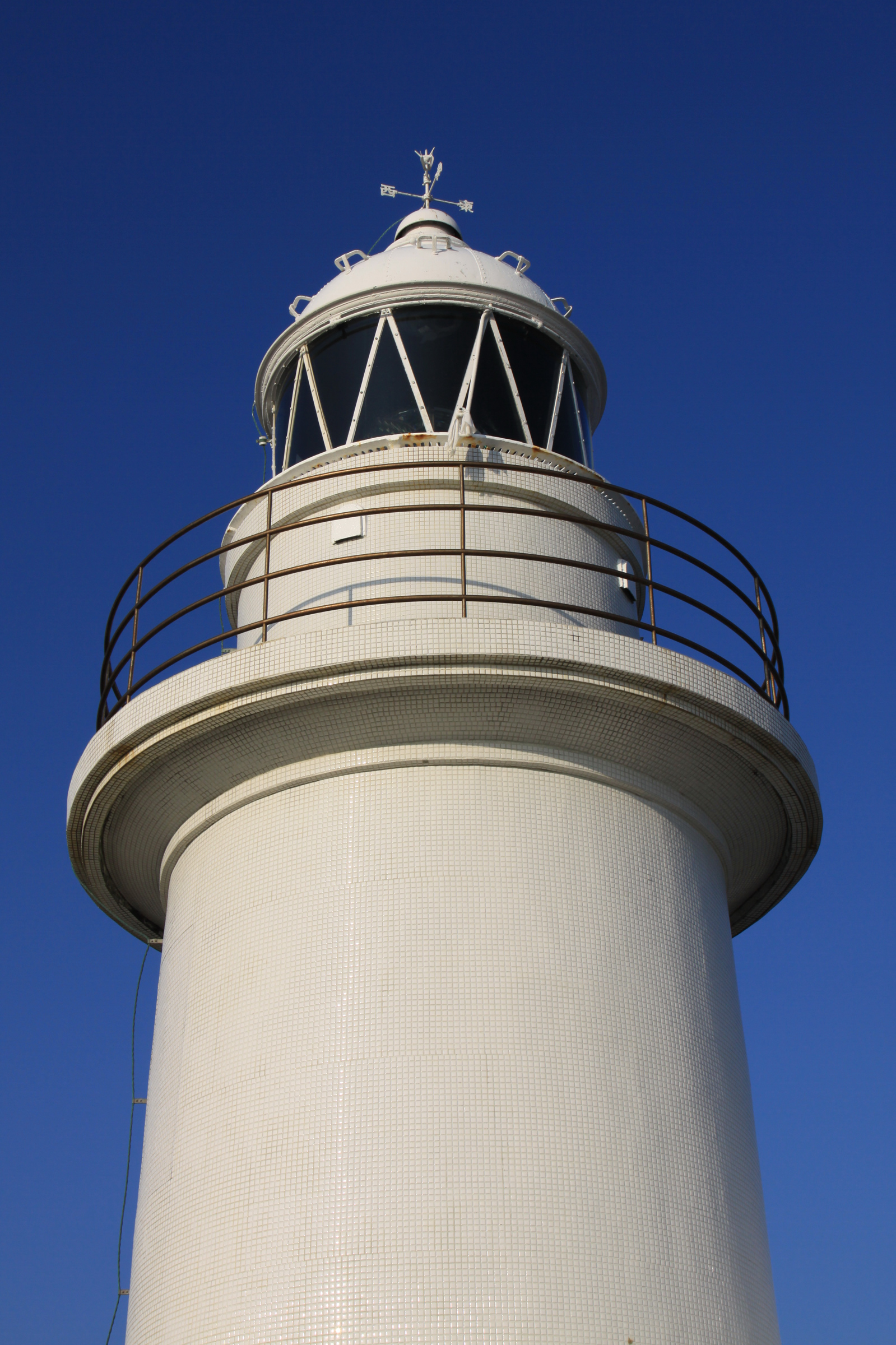
灯塔先端

## 歴史
1648年（慶安元年）、三崎奉行安部次郎兵衛が島東端の安房崎に烽火台を設置したのが起源とされる。1678年（延宝6年）には烽火台は幕府の命によって島西端の西山（現在の位置）に移設され、魚の油を燃やす行灯式の灯明台となる。1721年（享保6年）には三崎代官河原清兵衛によって松薪による篝火に変更された。光達距離は約八里、燃料費は浦賀に入港する船舶から徴収し、城ヶ島には燃やした松の炭を使う刀鍛冶もいたと言われる。

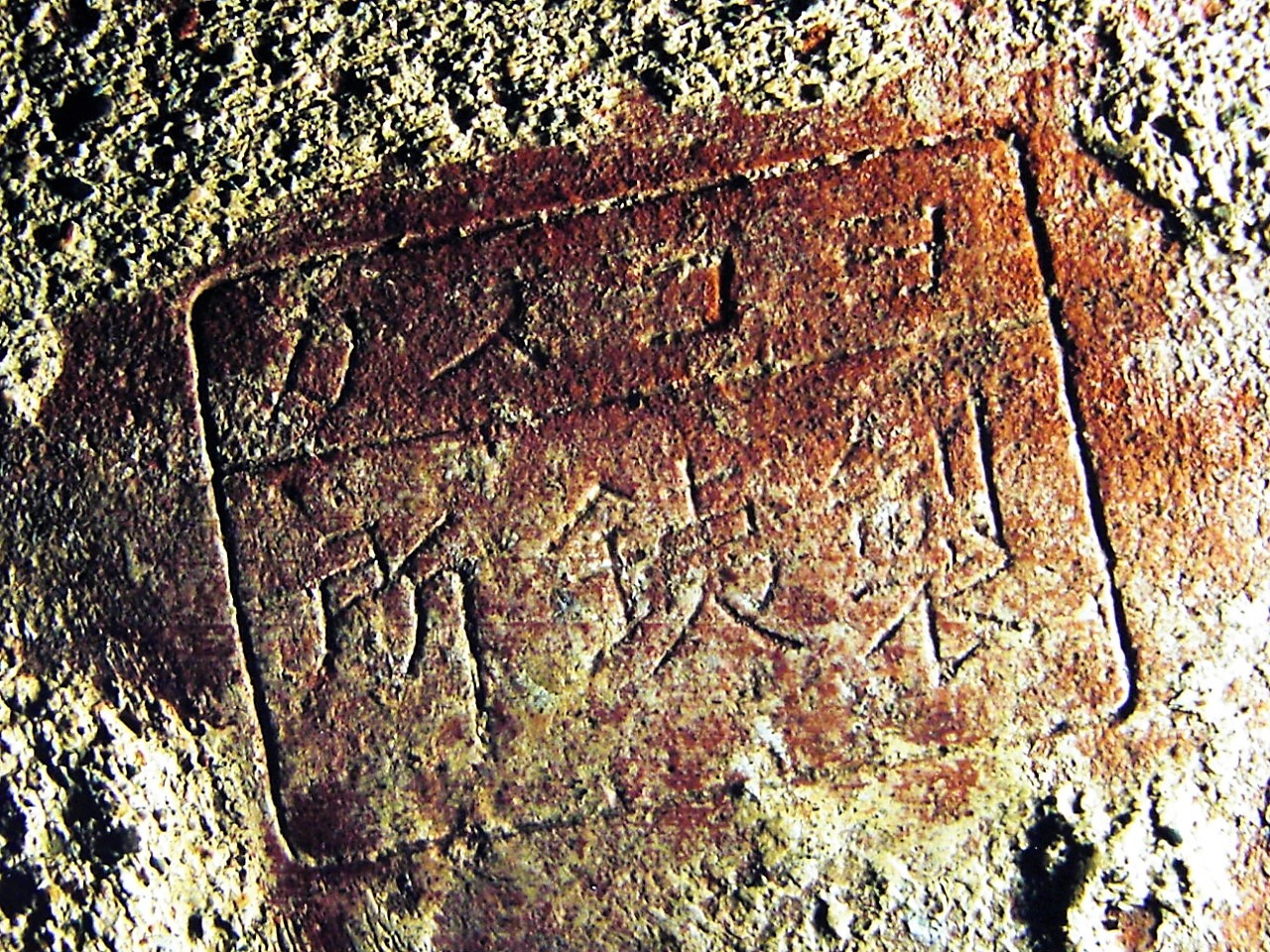
初代灯台の建造に使用された「ヨコスカ製鉄所煉瓦」の刻印部分（画像は野島埼灯台下にて出土したもの）

1867年（慶応3年）、幕府は諸外国の灯台建設の求めに応じ、観音崎、野島崎、品川第二砲台、そして城ヶ島の4ヵ所に灯台建設を計画した。フランス製灯器の使用が決まっていたため、横須賀製鉄所の首長として招かれていたフランス人技師レオンス・ヴェルニーに建設を依頼、明治維新を経て1870年（明治3年）9月8日（旧暦8月13日）に初点灯を迎えた。日本の西洋式灯台としては観音埼灯台（1869年2月）、野島埼灯台（1869年12月）、品川灯台（1870年3月）、樫野埼灯台（1870年6月）に次ぐ5番目の点灯である。建設費は750両永660文（灯台機械購入費含まず）、建設当初は塔形（円形）の煉瓦造であった。
1923年（大正12年）9月1日、関東大震災が発生し、設置当時の灯台は灯塔、附属舎共に完全に倒壊した。その後1925年（大正14年）8月1日に白色塔形（円形）コンクリート造で再建され、現在まで使用されている。1928年（昭和3年）、城ヶ島への電灯敷設に伴って光源がアセチレンガスから電灯となり、光度が 20,000 cd から 120,000 cd へ引き上げられた。戦前、城ヶ島周辺海域で演習が行われる際には明弧の制限も行われた
。1991年（平成3年）に無人化された。
なお、1870年以降城ヶ島の東側には灯台が存在しなかったが、周辺が遠浅の岩礁地帯で通航に危険を伴うとして、1962年（昭和37年）に安房埼灯台が設置されている。

## 交通
- 京急久里浜線三崎口駅から京浜急行バス城ヶ島行き終点下車、徒歩5分。